# 亞馬遜海蟾魚
亞馬遜海蟾魚（学名：Thalassophryne amazonica），為輻鰭魚綱蟾魚目蟾魚科的其中一種，被IUCN列為次級保育類動物，分布於南美洲亞馬遜河流域，體長可達9.3公分，為底棲性魚類，有毒。